# 源光院 (人物)

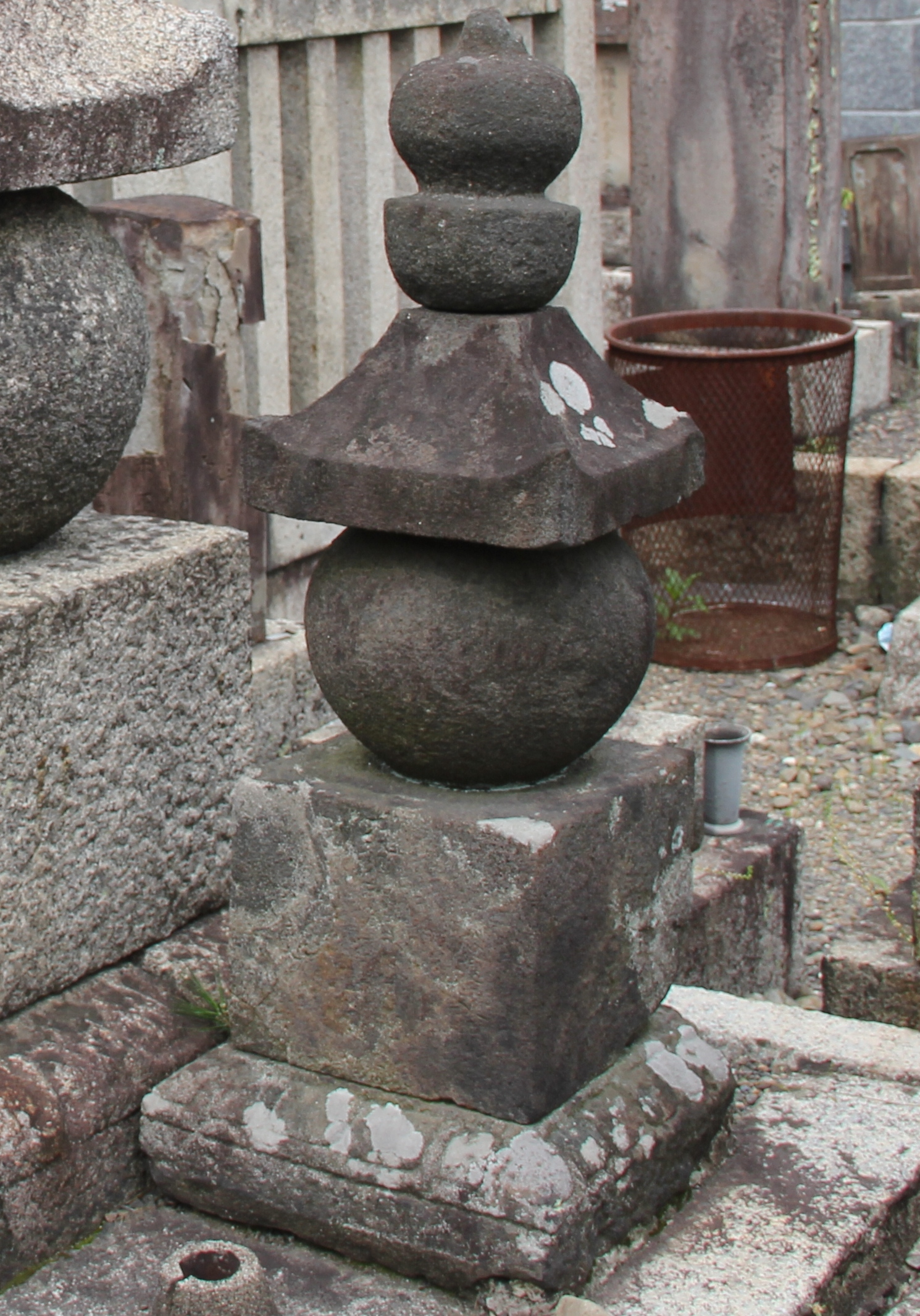
源光院墓塔（清浄華院墓地）

源光院（げんこういん、? - 慶長5年10月8日〈1600年11月13日〉）は、安土桃山時代の女性。織田信長の娘。万里小路充房の継室。名は不詳。

## 生涯
父は織田信長。生母は不明。万里小路充房に嫁いだ時期は不明だが、充房との間に万里小路孝房が天正20年（1592年）に生まれており、充房の最初の正室である毛利秀頼の娘の生存が天正14年（1586年）までは確認されているため（『兼見卿記』）、その6年の間に、おそらく豊臣秀吉の意向を受けて婚姻が成立したと考えられている。秀吉は慶長2年（1597年）10月8日に「万里小路内方」すなわち源光院に対して、摂津国内で300石の化粧料を与えている（『弘文荘侍賈文書』）。
なお、『系図纂要』・『寛政重修諸家譜』によると、充房との間に孝房の他、4人の娘が生まれている。娘はそれぞれ嶋正直室、堀尾氏光室、生駒監物室と、女官・権大典侍となった。
慶長5年（1600年）に死去した。法名は源光院芳林寿継（『織田氏系譜』）。墓は万里小路家の菩提寺である清浄華院墓地内に残る。